# ローマ内戦 (192年-197年)

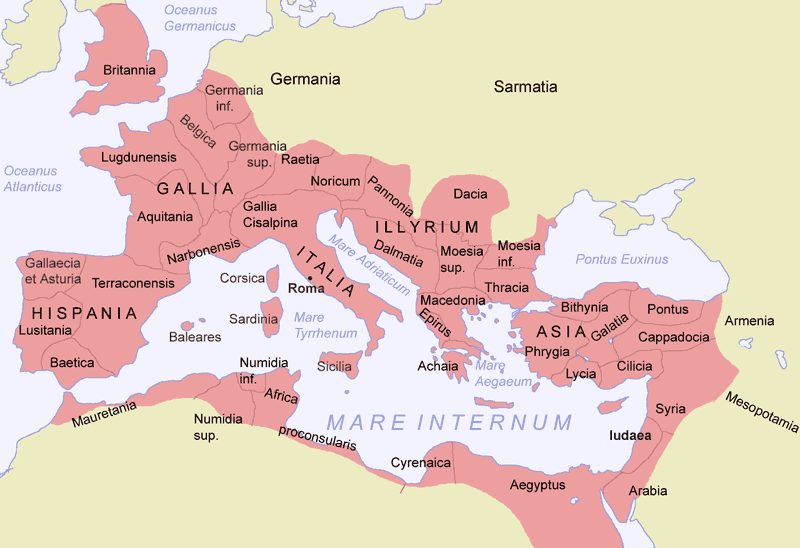
各属州の位置関係

ローマ内戦（ローマないせん）とは、192年から197年にかけてローマ帝国で発生した内戦。一般には193年に5人の皇帝が擁立されたことで五皇帝の年（英語：Year of the Five Emperors）と呼ばれる。厳密には192年12月31日のコンモドゥス帝暗殺から始まったため、翌193年からの内戦である。

## 五皇帝（五人の帝位請求者）

### ペルティナクス

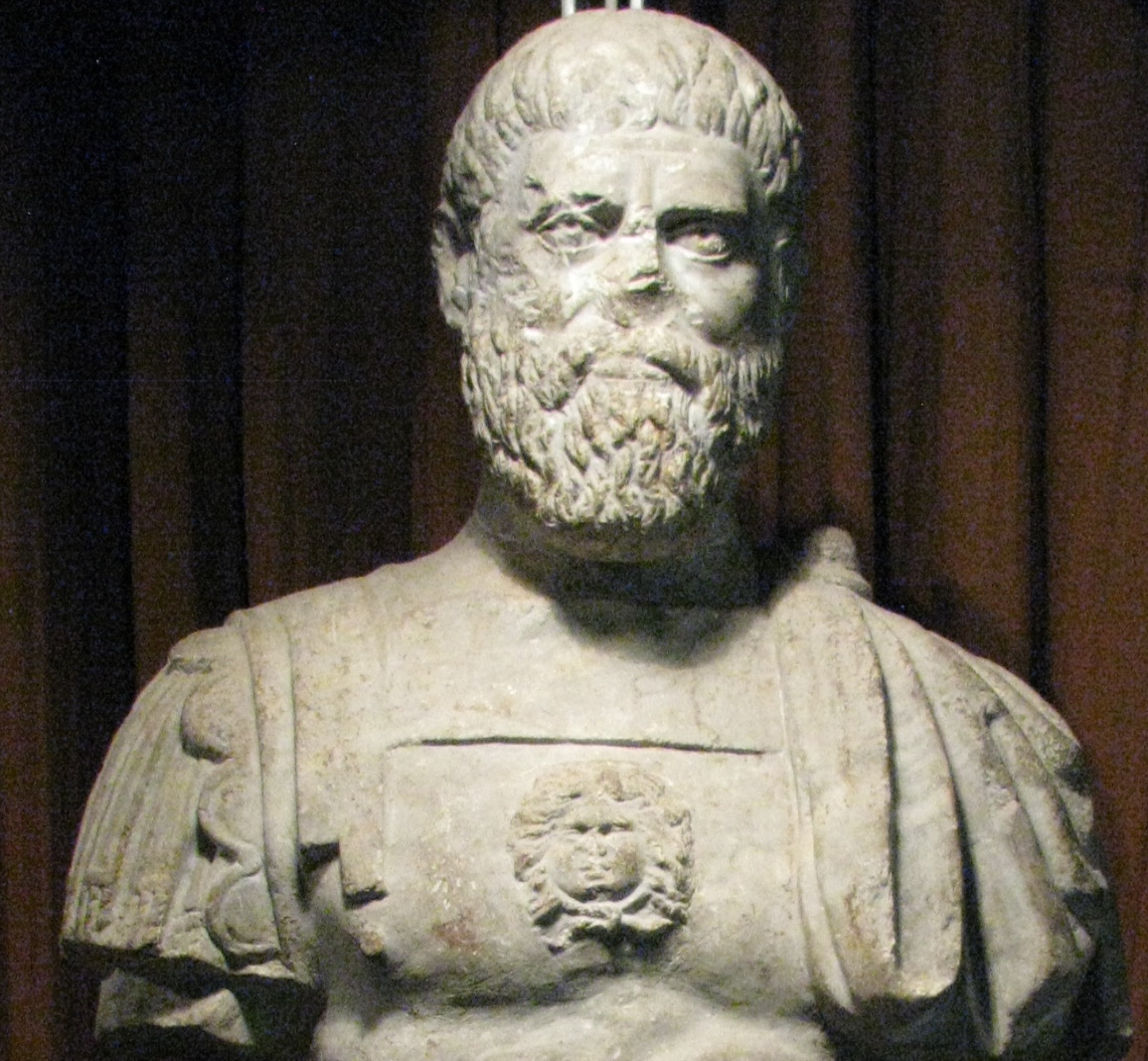
ヘルヴィウス・ペルティナクス

ヘルウィウス・ペルティナクスは一兵士から百人隊長となり、軍団司令官にまで栄達した叩き上げの軍人だった。
軍事能力を評価されてアウレリウス帝・コンモドゥス帝を通じて要職にあったペルティナクスは、コンモドゥス暗殺の際にはローマ防衛を預かる首都長官の職にあった。ペルティナクスは暗殺の実行者であった近衛隊長クィントゥス・アエリウス・ラエトゥスを支援していた。暗殺翌日の193年1月1日にペルティナクスとラエトゥスは会談し、皇帝即位に関する密約を交わした。
即位したペルティナクスはマルクス・アウレリウス帝を手本にした緊縮財政と文化統制を行ったが、アウレリウス帝ほどのカリスマ性や政治的基盤（彼は解放奴隷の子であった）を持たない中での性急な行動は元老院や民衆との不和を招いた。早くも3月にはオスティア港訪問中に元老院の反対派による暗殺未遂事件が起きている。
加えて軍縮の一環として近衛隊に対する即位時の特別給金（ドナティブム）を行わず、更に給料を半分にするなど冷遇してラエトゥスとの関係も冷却化させてしまった。これは元老院と対立するペルティナクスを一層に孤立させ、最終的には在位83日目に宮殿に乗り込んできた反乱兵に殺害された。

### ディディウス・ユリアヌス

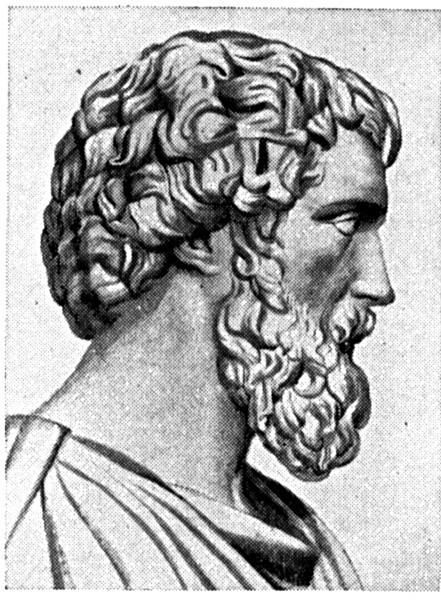
ディディウス・ユリアヌス

ディディウス・ユリアヌスはメディオラヌムでも有数の名家に生まれた上流貴族で、若年から出世の階段を歩いて来た典型的な上流貴族であった。
アウレリウス帝の母ドミティアの推薦で二十人官となったユリアヌスは財務官・造営官・法務官・属州総督などの要職を歴任し、軍団司令官としてもカウキー族とカッティ族の討伐で名を上げた。コンモドゥス帝暗殺の際にはアフリカ総督を務めており、コンモドゥス暗殺とは直接に関わらなかったと見られる。ペルティナクス暗殺後に元老院が次の皇帝選びに難航する中、近衛隊が独断で帝位を「給与を保障する物に与える」とする実質的な帝位の競売を行うと、ペルティナクスの義父（妻の父）との競り合いを制して近衛隊を味方に付けた。
近衛隊の軍事的威圧で元老院へ帝位承認を行わせたユリアヌスだったが、強引な手法は元老院と民衆の反感をペルティナクスより深めてしまった。統治も思う様に進まず、これを好機と見たペスケンニウス・ニゲル、クロディウス・アルビヌス、セプティミウス・セウェルスら有力な将軍達の離反を招いてしまった。
戦いでは地理的に最も近いセウェルスが本土一番乗りを果たし、ユリアヌスは近衛隊を率いて抗戦したが敵わなかった。堕落した近衛隊では歴戦の軍団兵に全く太刀打ちできなかったのである。敗色が濃厚になるにつれ、元老院はユリアヌスの帝位を無効とし、逆に彼を僭称帝とする弾劾決議を行った。近衛隊も途中でユリアヌスを裏切り、彼もまた三ヶ月足らずの治世で暗殺の憂き目を見る事となった。

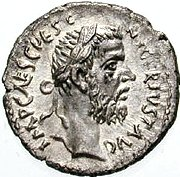
ペスケンニウス・ニゲル

### ペスケンニウス・ニゲル
ガイウス・ペスケンニウスはイタリア本土の騎士階級出身で、「ニゲル（黒）」の渾名で知られた将軍であった。
ユリアヌス即位時には中東地方の要であるシリア属州の総督という重職にあった。ユリアヌスの民衆と元老院との不和を前に反旗を翻した一人であったが、地理的な遠さから内戦勃発後には本土ではなくエジプトなど周辺地域の確保に努めた。最も近い位置にいるパンノニア総督セプティミウス・セウェルスがブリタニア総督クロディウスと手を結んで本土に侵入、同時期にユリアヌスが暗殺されると元老院はセウェルスを皇帝に戴冠させた。
セウェルスはクロディウスを副帝にして後顧の憂いを絶つと、遂に中東の地へ遠征軍を率いてきた。ペスケンニウスは巧みな戦いで一度はセウェルスに敗北を強いたが、体制を立て直したセウェルス軍によって徐々に追い詰められ、イッススの戦いで戦死に追い込まれた。

### クロディウス・アルビヌス

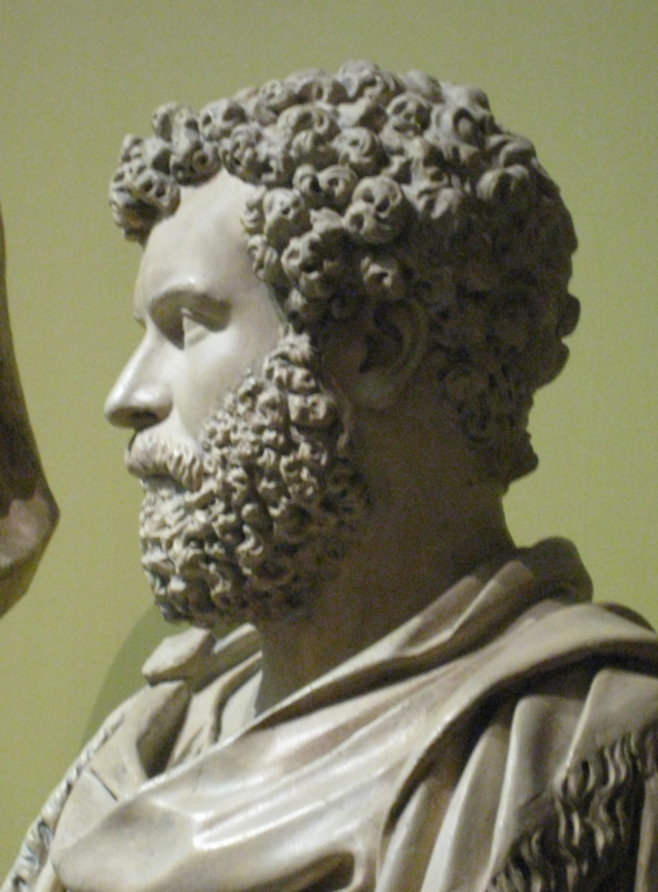
クロディウス・アルビヌス

デキムス・クロディウスはハドルメントゥムの上流階級に属し、「アルビヌス（白）」の渾名で知られていた。
アウレリウス帝・コンモドゥス帝の父子に仕えた将軍の一人で、長年に亘って各地の属州総督を歴任していた。ユリアヌス即位時には北方のブリタンニア総督に着任しており、セウェルスとペスケンニウスに続いて帝位請求者となった。だがペスケンニウス・ニゲルとは異なり、途中で請求権を取り下げる見返りにセウェルスの副帝に指名された。
セウェルスがペスケンニウス討伐に中東へ向う間、クロディウスはイベリア各属州の駐屯軍団を味方に引き入れる事に成功した。ペスケンニウスが討たれ正式にセウェルスが皇帝として権力を振るい始めると、危機感を強めたクロディウスは軍を集めて196年に再び帝位を請求してイベリアとブリタンニアの軍団をガリアに進軍させた。だがルグドゥヌムの戦いでの決戦でクロディウス軍はセウェルス軍に敗北し、彼は自ら命を絶つ事を選んだ。
クロディウスの死後、彼の妻子は用心深いセウェルスによって処刑されている。

### セプティミウス・セウェルス

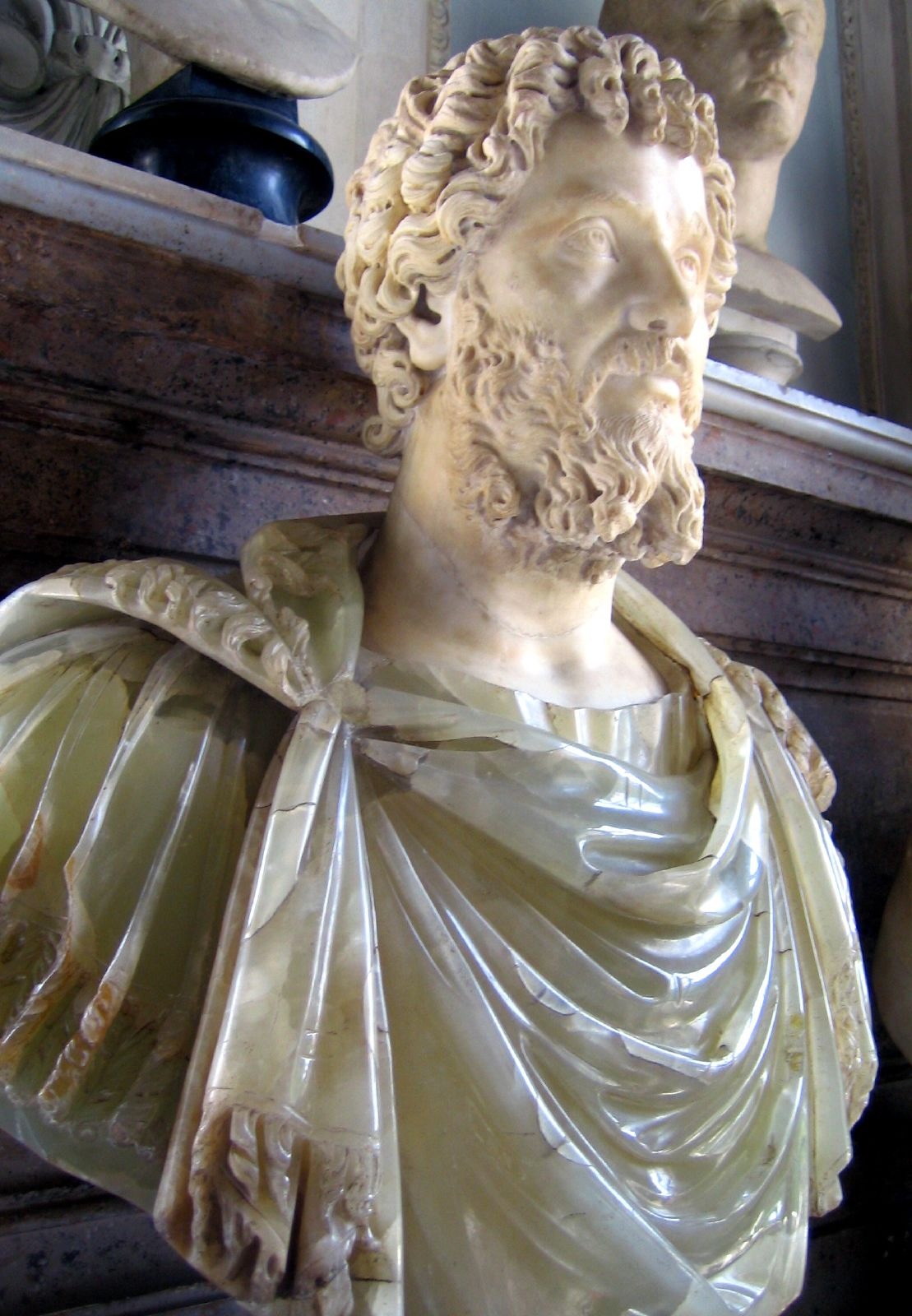
セプティミウス・セウェルス

セプティミウス・セウェルスはレプティス・マグナの騎士階級出身で、アウレリウス帝の時代に能力を評価されて元老院議員に加えられていた。
コンモドゥス帝の暗殺とペルティナクス失脚時には本土に近い近パンノニア属州の総督職にあった。続いてユリアヌスが帝位競売を制して近衛隊を後ろ盾に帝位を得ると、民衆と元老院と対立する様子を好機と捉え、パンノニア駐屯軍団の支持を得て帝位請求者となった。同じく蜂起した二人の総督の内、ブリタンニア総督アルビヌスと手を結んでラヴェンナに進軍してユリアヌスの近衛軍団を打ち破った。
ユリアヌスから共同皇帝の打診を受けるもこれを拒絶してローマに進軍するが、入場したローマでは既に裏切った近衛隊によりユリアヌスは暗殺されていた。元老院の支持を得て皇帝となったセウェルスは請求権を取り下げなかったシリア総督ペスケンニウスを滅ぼすべく東方属州へ親征する。セウェルスはキジクスの戦いでペスケンニウス軍に一度敗北したが続くニケーアの戦いでは勝利を収め、イッススの戦いでペスケンニウス自身を戦死させて決着をつけた。
アルビヌスを副帝に指名してセウェルスの統治は始ったが、次第に両者は対立するようになる。アルビヌスの反乱によって内乱は再開されるが、ルグドゥヌムの戦いでセウェルスはアルビヌスをも破り、完全に内乱を終結させた。これにより全ての帝位請求者が倒され、帝国の新たな支配者となるセウェルス朝が成立した。

## 在位期間
- ペルティナクス （在位:193年）
- ディディウス・ユリアヌス （在位:193年）
- セプティミウス・セウェルス （在位:193年 - 211年）
- ペスケンニウス・ニゲル （193年に皇帝を僭称）
- クロディウス・アルビヌス （193年に皇帝を僭称）